# 耒阳农耕文化博物馆
耒阳农耕文化博物馆位于湖南耒阳市神农广场北面、市政府旁，2004年9月15日开馆。

## 馆藏
耒阳农耕文化博物馆展出与收藏有中华始祖神农氏发明的耒耜农具、春秋战国和商代的铁器农具、近代的小型耕作机械，简陋榨油设备、出土陶器，以及明清时期的纺织工具。